# Mironice (wieś)
Mironice (niem. Himmelstädt) – wieś w Polsce, położona w województwie lubuskim, w powiecie gorzowskim, w gminie Kłodawa.
W latach 1975–1998 miejscowość administracyjnie należała do województwa gorzowskiego.

## Położenie
Wieś leży 2 km na północny zachód od Kłodawy, przy lokalnej drodze do Santocka. Osada otoczona jest lasami, w pobliżu znajduje się kilka jezior i stawów rybnych. We wsi znajduje się gospodarstwo agroturystyczne. Na terenie dawnego klasztoru prowadzone są prace archeologiczne. Na południe od wsi znajduje się Jezioro Mironickie.

## Historia wsi i klasztoru

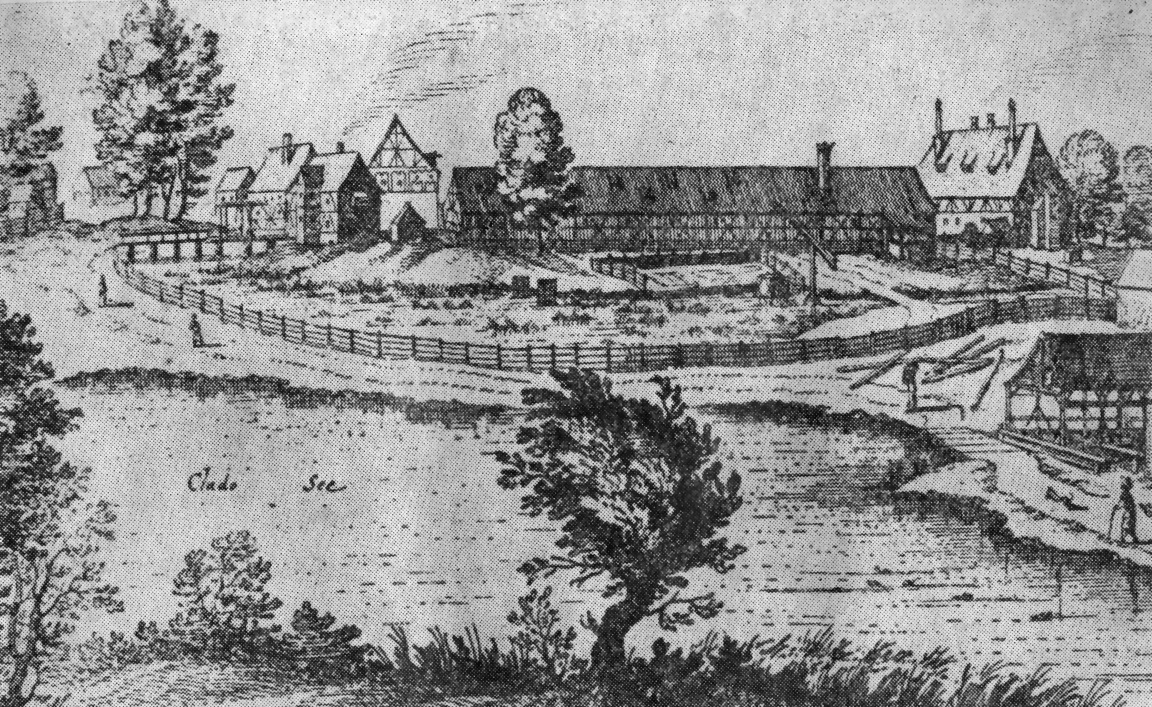
Folwark w Himmelstädt (Mironice) w 1650 roku

Wieś wzmiankowana ok. 1300 roku, gdy została nadana cystersom kołbackim. Fundatorem klasztoru był margrabia brandenburski Albrecht III, który przekazał mnichom piętnaście wsi oraz złoża złota, srebra, żelaza i soli, a także szereg przywilejów. Klasztor o nazwie Locus coeli (miejsce nieba) założono tu w połowie XIV wieku, a po 1368 roku wzniesiono gotycki kościół. Dobra zakonne zostały splądrowane w czasie wojny polsko-krzyżackiej w 1433 roku i polsko-czeskiej wyprawy do Nowej Marchii. W 1539 roku, po sekularyzacji klasztoru, powstała tu domena państwowa. Zabudowania klasztorne przetrwały do pożaru w 1875 roku. Od XIX wieku wieś była dzierżawiona przez rodzinę von Bayer, która wybudowała na terenie założenia klasztornego dwór i duży folwark.

## Przyczyny upadku klasztoru
W 1515 r. podczas wizytacji klasztoru, opat Walentyn Ludovici stwierdził całkowity upadek życia zakonnego. W wydanej ordynacji nakazano oddalić z klasztoru kobiety, wprowadzono zakaz opuszczania klasztoru nocą, późnego wstawania i upijania się po karczmach.
Margrabia Jan z Kostrzyna po przejściu na luteranizm starał się utworzyć własną domenę. Odbywało się to kosztem własności kościelnej. Ostatni opat mironicki Jan Kuna, sprzyjał poczynaniom margrabiego i przekazał mu w 1539 r. wsie zakonne za odszkodowanie i posadę pastora luterańskiego w Baczynie.

## Zabytki
Do wojewódzkiego rejestru zabytków wpisany jest:
- dwór z 1830 r. – XIX w., wzniesiony w stylu klasycystycznym

inne zabytki:
- park krajobrazowy
- spichlerz z XIX w.
- dom szachulcowy z XVIII w.

## Komunikacja
- Wieś połączona jest z Gorzowem Wielkopolskim liniami MZK:
  - 128 na trasie: Rondo Kosynierów Gdyńskich – Santocko,
  - 228 na trasie: Rondo Kosynierów Gdyńskich – Santocko (przez Chwalęcice).